# Śmierć się śmieje
Śmierć się śmieje (ang. Amusement) – amerykański horror z 2008 roku w reżyserii Johna Simpsona. Projekt, choć miał spotkać się z dystrybucją kinową, trafił do obiegu DVD. Jego premiera w Polsce miała miejsce 5 marca 2009.

## Obsada
- Katheryn Winnick – Tabitha
- Jessica Lucas – Lisa
- Laura Breckenridge – Shelby
- Preston Bailey – Max
- Brennan Bailey – Danny
- Tad Hilgenbrink – Rob
- Ashley Arnold – dziewczyna ze szkoły
- David Arnold – chłopak
- Alisha Boe – młoda Lisa
- Karley Scott Collins – młoda Tabitha
- Fernanda Dorogi – Cat
- Shauna Duggins – kobieta w ciężarówce
- Kevin Gage – Tryton

## Zdjęcia
Zdjęcia realizowane były na terenie Węgier (Budapeszt, Ostrzyhom) i Stanów Zjednoczonych (Los Angeles).